# بريطون
البريطون مجموعة عرقية قلطية من السكان الأصليين لبروتاني. ينسب جزء كبير من إرثهم إلى مجموعات من الناطقين بالبروتانية الذين هاجروا من جنوب غرب بريطانيا العظمى، وخاصة من كورنوال وديفون، معظم خلال تشكيل المستوطنة الأنجلوسكسونية في بريطانيا. هاجروا ضمن أفواج بين القرنين الثالث والتاسع (أكثرهم خلال العامين 450 و600) إلى أرموريكا، والتي سميت لاحقًا بروتاني تيمنًا بهم.
اللغة التقليدية الرئيسية لبروتاني هي البريتانية، التي تستعمل في بروتاني السفلى (الجزء الغربي من شبه الجزيرة). في عام 2013، تكلم نحو 206 ألف شخص البريتانية. من لغات الأقليات الرئيسية أيضًا في بروتاني هي الغالو؛ والتي تستعمل في بروتاني العليا، حيث اللغة البريتانية أقل هيمنة. باعتبارها واحدة من اللغات البريتونية، ترتبط البريتونية ارتباطًا وثيقًا بالكورنية وعلى نحو أبعد بالويلزية، في حين أن الغالو هي إحدى اللغات الرومانسية الدويّة (سلسلة لهجية فرنسية). في الوقت الحالي، نجد أن اللغة الأصلية التي يستخدمها البريطون هي الفرنسية الموحدة.
تعتبر بروتاني وشعبها إحدى الأمم القلطية الست. من الناحية العرقية، فإن أهل بروتانيا، إلى جانب الكورنيين والويلزيين، هم من القلطيين البريطون. من الصعب تقييم العدد الفعلي للبريطون في بروتاني وفرنسا ككل نظرًا لأن الحكومة الفرنسية لا تجمع إحصاءات بناءًا على العرق. بلغ عدد سكان بروتاني، استاندًا إلى تقديرات في يناير عام 2007، إلى 4 ملايين و365 ألفًا و500. يقال أنه في عام 1914، كان أكثر من مليون شخص يتكلمون البريتانية غرب الحدود بين المنطقة الناطقة بالبريتانية والغالوية، أي ما يقرب من 90٪ من سكان النصف الغربي من بروتاني. في عام 1945، كانت النسبة حوالي 75%، واليوم، في كل بروتاني، على الأكثر 20 في المئة من البريطون يمكنهم التحدث بالبريتانية. يبلغ عدد سكان بريتوني نحو 4 ملايين نسمة، بمن هم في إقليم لوار الأطلسي، الذي فصلته حكومة فيشي عن بريتوني التاريخية سنة 1941. 75% من متحدثي البريتانية البالغ عددهم بين 200 ألف و250 ألف ممن يستخدمون البريتانية لغة تواصل يومية تتجاوز أعمارهم 65 عامًا.
أدت الهجرة التاريخية الكبيرة إلى نشأة الشتات البريطوني داخل الحدود الفرنسية وفي أقاليم ما وراء البحار الفرنسية؛ تأسست بشكل رئيسى في منطقة باريس، حيث يقول أكثر من مليون فرد أنهم من البريطون. أيضًا، هاجرت العديد من الأسر البريطونية إلى الأميركيتين، خصوصًا إلى كندا (غالبًا إلى كيبك والمقاطعات الكندية الأطلنطية) والولايات المتحدة. الأماكن الوحيدة خارج بروتاني التي لا تزال تحتفظ بطابع بريتانية مميز تتركز في إيل دو فرانس (خصوصًا حي مونتابارناس في باريس)، ولو هافر وإيل ديس سانت)، حيث استقر عدد من الأسر البريتانية في منتصف القرن السابع عشر.

## تاريخ

### العصر الروماني المتأخر
في أواخر القرن الرابع، تركزت أعداد كبيرة من القوات المساعدة البريطانية في الجيش الروماني في أرموريكا. تذكر مجموعة مخطوطات هستوريا بريتونوم التي تعود للقرن التاسع أن الإمبراطور ماغنوس مكسيموس، الذي أجلى القوات الرومانية من بريطانيا، استقر وجيوشه في المقاطعة.
يذكر نينيوس وغيلداس أن فوجًا ثانٍ من البريطون استقر في أرموريكا في القرن التالي هربًا من الغزاة الأنغلوسكسونيين والسكوتي. يدعم علم الآثار الحديث فكرة الهجرة التي تمت على فوجين.
يتفق عمومًا على أن المتحدثين بالبريتانية الذين قدموا إلى المنطقة هم من منحوها اسمها الحالي، إضافة إلى اللغة البريتانية، التي تعد لغة أخوية لكل من الويلزية والكورنية.
تذكر عديد من السجلات المرسلين المسيحيين القلطيين الذين هاجروا من بريطانيا خلال الموجة الثانية من الاستعمار البريطوني، وخصوصًا الديسين السبعة المؤسسين لبريتوني وأيضًا القديس غيلداس.
كما هو الحال بالنسبة لكورنوال، سميت بلدات بريتونية كثيرة بأسماء أولئك القديسين الأولين. نشط أيضًا القديس الإيرلندي كولومبانوس في بروتاني، ويشاد به أيضًا في بلدة كارناك الفرنسية.

### أوائل العصور الوسطى
في أوائل العصور الوسطى، قسمت بروتاني إلى ثلاث ممالك: دومونوني، وكورنواي، وبر واروخ، التي ضمت أخيرًا إلى دوقية بروتاني. تستمد المملكان الأوليتان اسميهما من موطن القبائل المهاجرة في بريطانيا، كورنوال، وديفون. تستمد برو واروخ (أرض الواروخ، وتسمى اليوم غوينيد) اسمها من أحد الحكام البريتانيين المشهورين الأوائل، الذين بسطوا نفوذهم على منطقة فانيس (غوينيد). سعى حكام دومونوني، مثل كونومر، إلى توسيع أراضيهم، مدعين السيادة المطلقة على كل البريطون، إلا أنه كان هنالك توتر مستمر بين الأمراء المحليين.

#### دور البريطون في الغزو النورماندي لإنجلترا
كان البريطون من أبرز القوات غير النورماندية المشاركة في الغزو النورماندي لإنجلترا. كان عدد من الأسر البريطونية ضمن المرتبة العليا من المجتمع الجديد وارتبطوا بالنورمانديين من خلال التزاوج.
كانت للعشيرة الاسكتلندية ستيوارت وعائلة ستوارت الملكية أصول بريطونية. كان آلان روفوس، المعروف أيضا بألان الاحمر، ابن عم ويليام الفاتح وفارسًا في بلاطه. بعد خدمته في هاستينغز، كوفئ بأراض كبيرة في يوركشاير. عند موته، كان في حينها أغنى رجل نبيل في إنجلترا. ضمنت مستحقاته الإقطاعية في ريتشموند وجودًا بريطونيًا في شمال إنجلترا. أصبحت إيرلية ريتشموند لاحقًا من حصة دوقات بريتوني.

## الهوية البريطونية الحديثة
يدعي كثير من الناس في جميع أنحاء فرنسا الانتماء العرقي البريطوني، بمن فيهم بعض المشاهير الفرنسيين مثل ماريون كوتيلارد، وسوليان إراهيم، ومالك زيدي، وباتريك بوافر دارفور، ويوان غوركوف، ونولوين ليروي، ويان تيرسن.
بعد 15 عاما من المنازعات في المحاكم الفرنسية، اعترفت محكمة العدل الأوروبية بالجنسية البريطونية لأطفال جان جاك وميريل مانروت لو غورنيغ الستة: على أنهم «مواطنون بريطانيون يحملون الجنسية البريطونية». في عام 2015، بدأ جوناثان لو بريس معركة قانونية ضد الإدارة الفرنسية للمطالبة بهذا الاعتبار القانوني.

## الشتات البريطوني
يضم الشتات البريتوني مهاجرين بريطونيين في بعض مدن فرنسا مثل باريس ولي هافر وتولون وكنديين بريطونيين وأمريكيين بريطونيين، إلى جانب مهاجرين فرنسيين آخرين في مناطق أخرى من الأمريكيتين.

## الثقافة

### المعتقد
معظم البريطون أعضاء في الكنيسة الكاثوليكية، وهم أقلية ضمن الكنيسية البروتوستانتية الفرنسية أو من اللامتدينين. كانت بروتاني من أكثر المناطق الكاثوليكية المتدينة في كل فرنسا. انخفض عدد الحضور في قداس الأحد في سبعينيات وثمانينيات القرن الماضي. كن بعض الممارسات الدينية الأخرى مثل الحج شهدت انتعاشًا. يشمل ذلك حج «ترو بريز (جولة بريتوني)»، الذي يجري في الأضرحة الدينية للقساوسة المؤسسين السبعة للمسيحية البريطونية. يحظى التقليد المسيحي باحترام واسع من قبل المتدينيين وغير المتدينين على حد سواء، الذين يعتبرونه رمزًا للتراث والثقافة البريطونية.
تشدد التقاليد الدينية البريطونية على «القديسين المؤسسين السبعة»، وهم:
- بول أورليان، بلدة سان بول دو ليون
- تودوال، بلدة تريغوي
- بريوك، سانت بريوك
- مالو، سانت مالو
- سامسون أوف دول، دول دو بريتاني
- بادارن، فان
- كورنتين، كويمبر

### الغفران (مناسبة دينية)
- الغفران هو عيد القديس الراعي في الأبرشية. غالبًا ما يبدأ بموكب يعقبه قداس تكريمًا للقديس. غالبًا ما يترافق القداس باحتفالات قروية صغيرة. أكثر ثلاث مناسبات غفران شهرة هي:
- القديسة حنة (أم مريم العذراء)، في أوري.
- ترغوي، تكريمًا للقديس أيف
- لوکرونان، تكريمًا للقديس رونان، ويصار فيه موكب بطول 12 كيلومتر) وعدد من الناس المرتدين أزياء تقليدية.

## أعلام
- برتران دي غيكلان.